# Kharas
Kharas (arab. ‏خاراس‎) – palestyńskie miasto położone w muhafazie Hebron, w Autonomii Palestyńskiej. Według danych szacunkowych Palestyńskiego Centralnego Biura Statystycznego w 2016 roku miejscowość liczyła 8789 mieszkańców